# Naim Dhifallah
Mohamed Naim Dhifallah (in arabo نعيم ضيف الله‎?; Nabeul, 12 aprile 1982) è un cestista tunisino.

## Carriera
Con la Tunisia ha disputato i Campionati mondiali del 2010 e tre edizioni dei Campionati africani (2005, 2007, 2009).